# Masaryk-Universität
Die Masaryk-Universität (Masarykova univerzita, MUNI) in Brünn ist die zweitgrößte Universität Tschechiens. Die 1919 gegründete Hochschule besteht heute aus neun Fakultäten mit etwa 30.000 Studenten. Die Universität ist nach Tomáš Garrigue Masaryk, dem Gründer und ersten Präsidenten der Tschechoslowakei benannt.
Von 1960 bis 1990 hieß sie Jan-Evangelista-Purkyně-Universität (Univerzita Jana Evangelisty Purkyně, UJEP).

## Entstehungsgeschichte

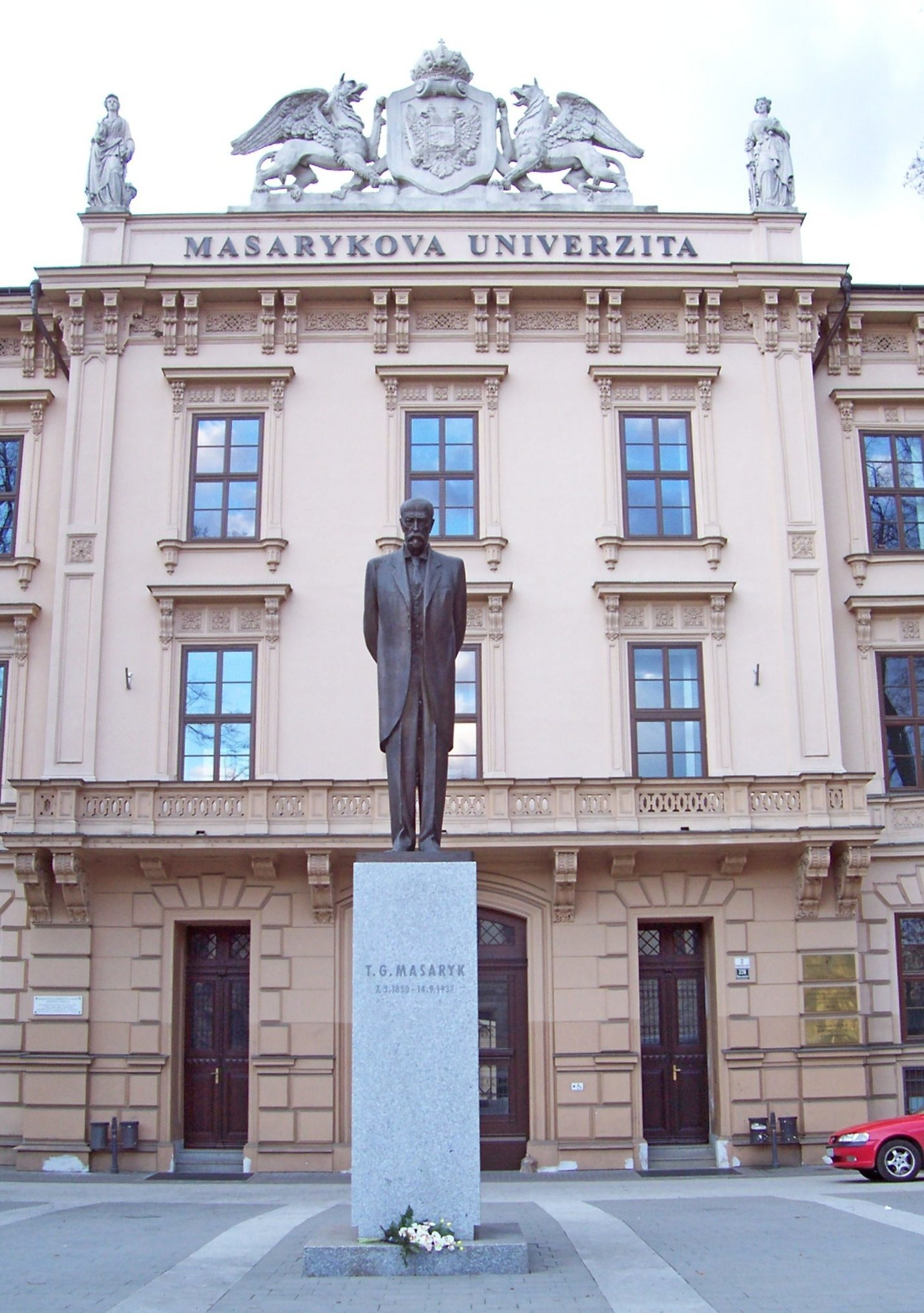
Altes Hauptgebäude der Medizinischen Fakultät mit Denkmal T. G. Masaryks

Die Masaryk-Universität wurde im Jahre 1919 mit vier Fakultäten (Juristische, Medizinische, Naturwissenschaftliche und Philosophische Fakultät) gegründet.
1939 wurde die Universität durch die deutsche Besatzungsmacht geschlossen (Sonderaktion Prag). Einige Professoren und Studenten der Universität schlossen sich dem Widerstand an, darunter Vojtěch Rosický, Jan Jebavý, Jan Uher und Josef Tvrdý. Heute erinnern in Brünn Stolpersteine, bzw. Gedenksteine an diese Widerstandskämpfer. Nach dem Zweiten Weltkrieg wurde die Wiederherstellung der Juristischen Fakultät durch den kommunistischen Putsch im Jahre 1948 verlangsamt und endete schließlich mit ihrer Abschaffung im Jahre 1950. 1953 wurde die Pädagogische Fakultät (gegr. 1946) ausgegliedert, und der Universität verblieben nur drei Fakultäten. 1960 wurde durch Staatsbeschluss die Pharmazeutische Fakultät geschlossen, und die Universität wurde nach dem tschechischen Biologen Jan Evangelista Purkyně umbenannt, da Masaryk, der Gründer der westlich orientierten Tschechoslowakischen Republik, für das kommunistische Regime eine Persona non grata war. Im Jahr 1964 wurde die Pädagogische Fakultät wieder eingegliedert und im Jahr 1969 die Juristische Fakultät neu eröffnet.
Seit 1990 trägt die Universität wieder ihren ursprünglichen Namen. Im selben Jahr wurde die Fakultät für Wirtschafts- und Verwaltungswissenschaften gegründet, 1994 die Fakultät für Informatik, 1998 die Fakultät für Sozialwissenschaften und 2001 die Fakultät für Sportwissenschaften. 2007 wurde in der Antarktis die tschechische Mendel-Polarstation eingerichtet, die Eigentum der Universität ist.

## Fakultäten und Institute
Die Universität verfügt über folgende Fakultäten und Institute.
- Fakultät für Kunst
- Juristische Fakultät
- Naturwissenschaftliche Fakultät
- Medizinische Fakultät
- Pädagogische Fakultät

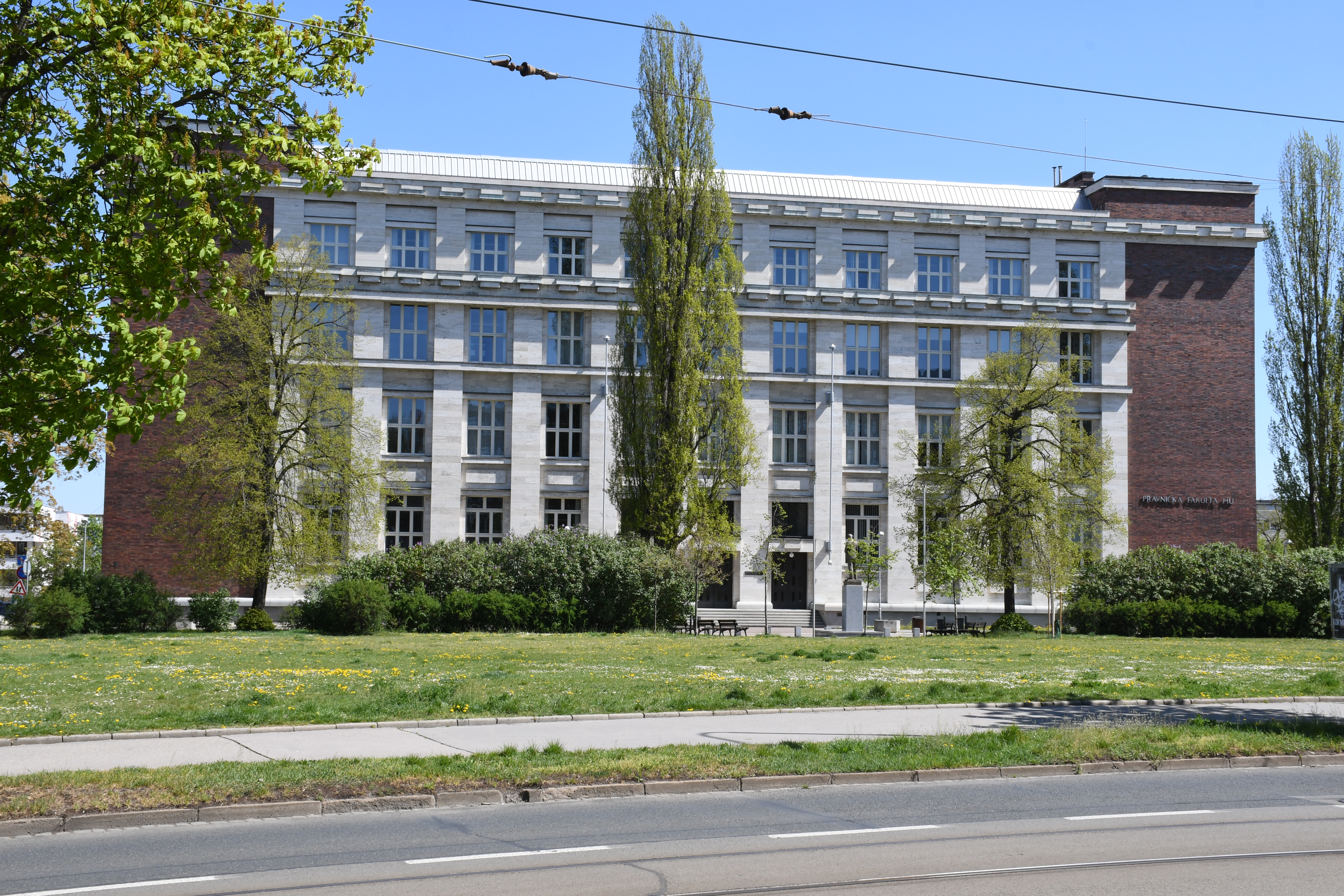
Juristische Fakultät

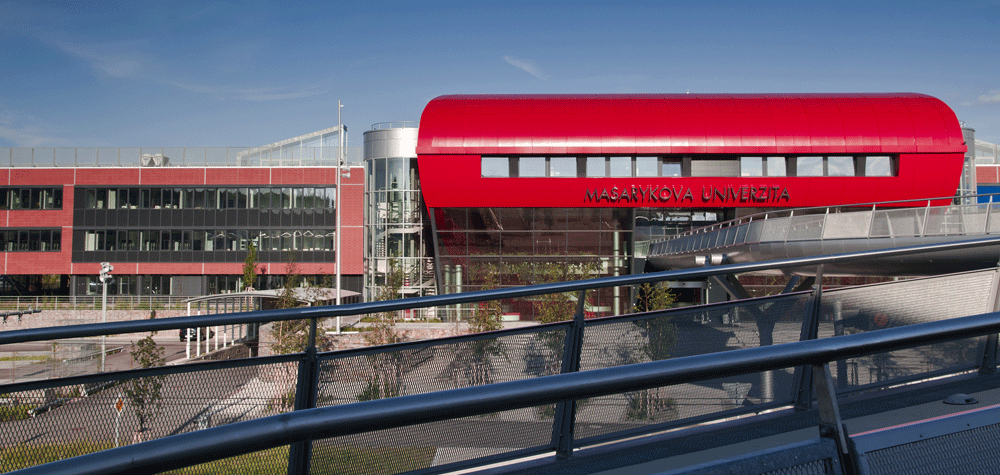
Medizinische Fakultät

- Fakultät für Wirtschafts- und Verwaltungswissenschaften
- Fakultät für Informatik
- Fakultät für Sozialwissenschaften
- Fakultät für Sportstudien
- Pharmazeutische Fakultät
- Zentraleuropäisches Institut für Technologie
- Institut Rechenzentrum

## Zahlen zu den Studierenden und Mitarbeitern
Von 2011 bis 2019 sank die Zahl der Studierenden stetig ab, danach stieg sie wieder an.
2021 verteilten sich die 31.956 Studierenden wie folgt auf die Fachbereiche: 5.179 Pädagogik, 2.199 Informatik, 3.223 Jura, 4.677 Medizin, 3.540 Wissenschaften, 6.678 Freie Künste, 3.232 Sozialwesen, 797 Pharmazie, 1.489 Sport.
2021 hatte die Universität insgesamt 6.336 Mitarbeiter, was 4.718 Vollzeitäquivalenten entsprach.

## Universitätskliniken

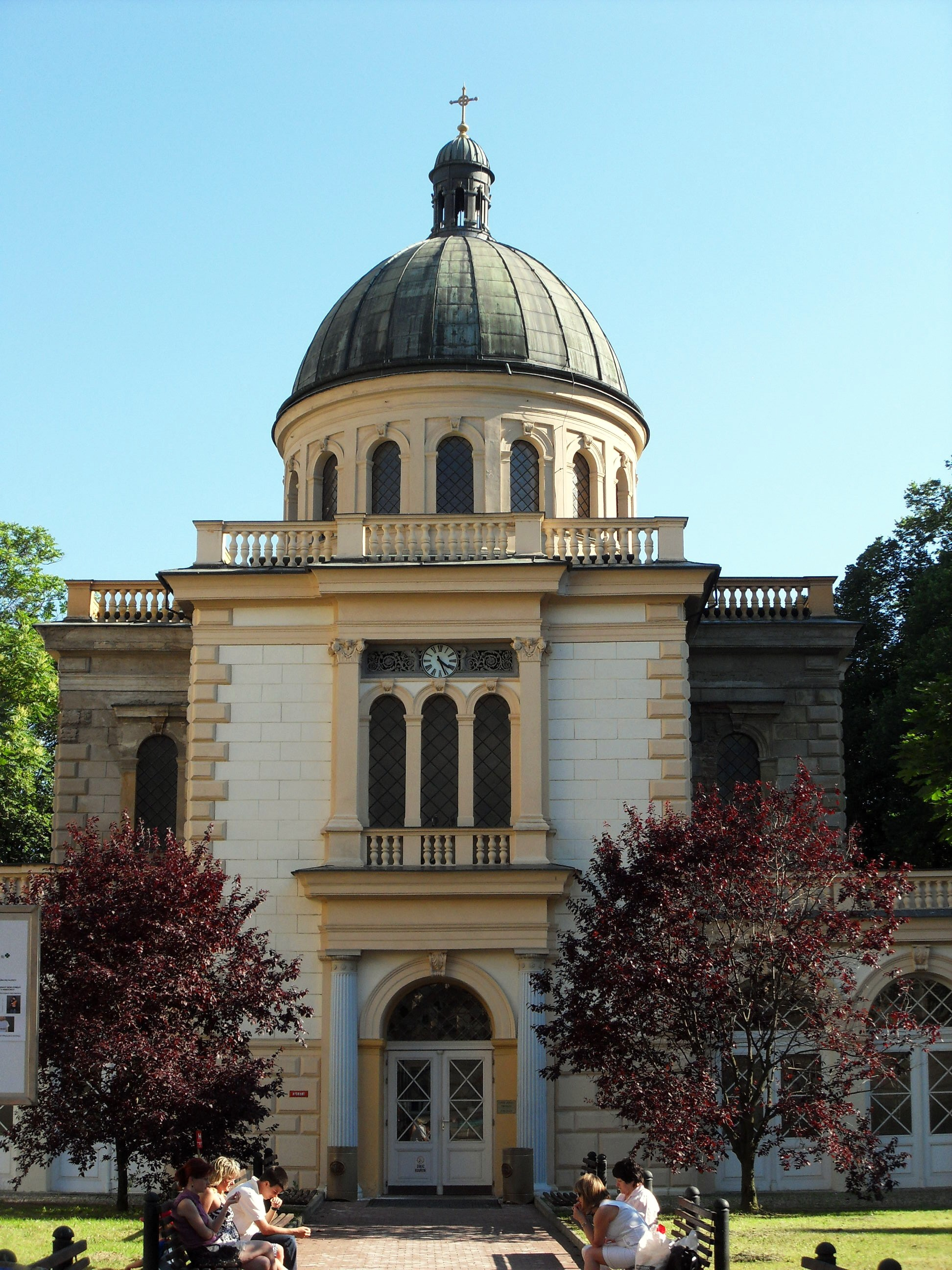
Kapelle des Fakultätskrankenhaus St. Anna

An die Medizinische Fakultät der Universität sind zwei Universitätskliniken angegliedert.
- Das Fakultätskrankenhaus St. Anna (Fakultní nemocnice u sv. Anny v Brně)
- Fakultätskrankenhaus in Bohunice (Fakultní nemocnice Brno)

Eine Traumatologische Klinik wurde 2002 am Unfallkrankenhaus in Brünn (Úrazová nemocnice v Brně) gegründet. Zwei weitere Kliniken befinden sich am Masaryks-Onkologischen Institut (Masarykův onkologický ústav).
Die Kliniken Erlabrunn in Sachsen fungieren als Ausbildungskrankenhaus für die Medizinische Fakultät.

## Persönlichkeiten

### Hochschullehrer
- Adrian von Arburg (* 1974) – Historiker
- Milena Bartlová (* 1958) – Kunsthistorikerin
- Antonín Bartoněk (1926–2016) – Philologe
- Otakar Borůvka (1899–1995) – Mathematiker
- Eduard Čech (1893–1960) – Mathematiker
- Karel Engliš (1880–1961) – Ökonom, Finanzminister
- Roman Jakobson (1896–1982) – Linguist and Literaturtheoretiker
- Václav Kaprál (1889–1947) – Komponist
- Jaroslav Krejčí (1892–1956) – Jurist und Ministerpräsident des Protektorats von Böhmen und Mähren
- Matyáš Lerch (1860–1922) – Mathematiker
- Miroslav Mareš (* 1974), Politikwissenschaftler
- Zdeněk Měřínský (1948–2016) – Archäologe
- Arne Novák (1880–1939) – Literaturhistoriker

### Absolventen
- Felix Maria Davídek (1921–1988) – Theologe
- Petr Horálek (1986) – Astronom
- Daniel Křetínský (* 1975), Unternehmer
- Karel Skoupý (1886–1972) – Theologe, Diözesanbischof von Brünn, ehem. politischer Gefangener
- Bohuslav Sobotka (* 1971) – Jurist, Ministerpräsident
- Tomáš Špidlík, SJ (1919–2010) – Jesuit, Theologe, Kardinal
- Kateřina Tučková (* 1980) – Schriftstellerin und Kuratorin
- František Vláčil (1924–1999) – Filmregisseur